# Smerdis od Kapadocije
Smerdis je bio kralj (vjerojatnije satrap) Kapadocije sredinom 6. stoljeća pr. Kr. Jedini izvor o ovom drevnom vladaru je povjesničar Diodor sa Sicilije iz 1. stoljeća pr. Kr., koji u svojim djelima „Povijesna knjižnica“ spominje punu listu kapadocijskih vladara, no ona se nerijetko smatra fiktivnom.
Diodor spominje kako je Smerdis bio sin Gal, odnosno unuk Farnaka i perzijske princeze Atose, sestre Kambiza I. Diodor o vladavini Smerdisa ne spominje nikakve detalje, kao ni o vladavini njegova oca Gala odnosno sina Arijaramna. Ipak, spominje se kako je Smerdisov unuk Anaf I. pomogao Dariju Velikom i ostaloj petorici urotnika da 522. pr. Kr. svrgnu magijskog uzurpatora Gaumatu.
Budući kako je povjesničar Diodor kronološki smjestio Smerdisa dvije generacije iza Farnaka (cca 600. pr. Kr.) odnosno dvije generacije prije Anafa I. (cca 520. pr. Kr.), čini se kako je Smerdis vladao sredinom 6. stoljeća pr. Kr. Pokrajina Kapadocija je nakon bitke pomrčine 585. pr. Kr. pala u ruke Medijskog Carstva, a nakon nepuna četiri desetljeća (oko 547. pr. Kr.) Kir Veliki priključuje je Perzijskom Carstvu. Zbog ovog se pretpostavlja kako je Smerdis vladao kao vazalni vladar (satrap) spomenutih supersila. Moguće je kako je Diodor pomiješao Galovog sina Smerdisa od Kapadocije s istoimenim sinom Kira Velikog (Smerdis ili Bardija), kao što je slučaj s brojnim drugim kapadocijskim vladarima koje prati neusklađena kronologija i rodbinske veze, odnosno miješanje osobnih imena s povijesnim likovima čiji se identitet i kronologija smatraju povijesno ovjerenim. U svakom slučaju, Diodor spominje kako je Smerdisa naslijedio sin Arijaramn kojeg se smatra prvim (službenim) satrapom Kapadocije Perzijskog Carstva.

## Poveznice
- Farnak
- Gal
- Arijaramn

| Prethodnik: | Vladar (satrap?) Kapadocije | Nasljednik: |
| Gal         | Vladar (satrap?) Kapadocije | Arijaramn   |

## Vanjske poveznice
- Smerdis od Kapadocije (Ancestry.com)
- Pierre Briant: „Od Kira do Aleksandra: Povijest Perzijskog Carstva“ (From Cyrus to Alexander: A History of the Persian Empire), preveo Peter Daniels, Indiana: Eisenbrauns, 2002., str. 133.